# Karl Friedrich Benjamin von Fröden
Carl Friedrich Benjamin von Fröden, auch von Froeden (* 22. Januar 1726 in Dresden; † 15. November 1793) war ein kurfürstlich-sächsischer Offizier und General, zuletzt als Oberzeugmeister im Rang eines Generalleutnants. 

## Leben
Von Fröden trat bereits 1733, im Alter von nur sieben Jahren als Gemeiner in das sächsische Artilleriekorps ein. 1736 zum Unteroffizier ernannt, wurde er 1742 Stückjunker. Von Fröden erhielt 1745 sein Offizierspatent im ersten Leutnantsdienstrang als Sous-Lieutenant. 1751 wurde er zum Premier-Lieutenant befördert. In der Anfangszeit seiner militärischen Karriere war er Adjutant von Peter von Biron, des Herzogs von Kurland. 1754 wurde von Fröden zum Kapitän (damaliger Hauptmannsrang in der sächsischen Artillerie) befördert und übernahm als Kommandeur eine Geschützkompanie.
1759 wurde Fröden unter gleichzeitiger Beförderung zum Major Stabsoffizier im sächsischen Feldartilleriekorps. In dieser Dienststellung erhielt er bereits zwei Jahre später, 1761 seine Beförderung zum Oberstleutnant. Von Fröden gründete 1768 in diesem Rang die sächsische Artillerieschule in Dresden. Am 25. Mai 1772 erhielt von Fröden seine Ernennung zum sächsischen Oberzeugmeister unter gleichzeitiger Beförderung zum Oberst. Er übernahm das Amt als Chef des sächsischen Hauptzeughauses von Generalmajor von Arnim. Fröden war mit dem neuen Amt auch gleichzeitig Chef der Dresdner Hausartilleriekompanie, die er zusammen mit vier Offizieren und einem Stückjunker befehligte.
Am 11. Februar 1784 ernannte der sächsische Kurfürst Friedrich August III. von Fröden zum Generalmajor, weiter in der Dienststellung als Oberzeugmeister der sächsischen Artillerie und Chef der Hausartilleriekompanie. Als solcher wurde er am 26. Dezember 1790 schließlich zum Generalleutnant befördert. Er blieb in der sächsischen Armee aktiv bis zu seinem Tod.
Von Fröden war Besitzer des Vorwerks Friedrichstal bei Radeberg und ließ 1790 für Johann Gottfried Arnhold (1721–1806), den Besitzer der damaligen Walkmühle (spätere Hüttermühle), im Hüttertal ein Denkmal errichten.